# Alpina tundranoides
Alpina tundranoides är en fjärilsart som beskrevs av Malicky 1966. Alpina tundranoides ingår i släktet Alpina och familjen mätare. Inga underarter finns listade i Catalogue of Life.